# Digital Radio Südwest
Die Digital Radio Südwest GmbH (DRS) plant, realisiert und betreibt die terrestrischen digitalen Rundfunksendernetze im DAB-Standard in Baden-Württemberg (bis Dezember 2014 auch Rheinland-Pfalz). Sie ist ein Gemeinschaftsunternehmen des Südwestrundfunks (SWR) und der Media Broadcast (Freenet Group) und hat ihren Sitz in Stuttgart.
Nachdem die finanzielle Förderung durch die Landesanstalt für Kommunikation ausgelaufen ist, haben Mitte 2007 alle privaten Programmanbieter die digitale terrestrische Verbreitung ihrer Programme in Baden-Württemberg eingestellt.
Seit Anfang 2012 werden auf den neuen landesweiten Kanälen 11B (Baden-Württemberg) und 11A (Rheinland-Pfalz) (vorher 12B bzw. 12A) zusätzlich zu den Programmen des SWR wieder Programme privater Anbieter übertragen. Seit dem 1. Dezember 2014 werden mit Ausnahme von SWR4 Radio Stuttgart ausschließlich private Programme im Mux der Digital Radio Südwest in Baden-Württemberg verbreitet. Die Programme des SWR wechselten auf die eigenbetriebenen Muxe 8D und 9D. Die weitere Verbreitung von SWR4 Radio Stuttgart im Mux der Digital Radio Südwest resultiert daraus, dass im Zuge der Aufschaltung der SWR4 Regionalversionen am 8. Dezember 2014 keine Kapazität mehr für diese Regionalversion in den eigenen Muxen vorhanden war. 
Im Dezember 2014 übernahm der SWR den Netzbetrieb in Rheinland-Pfalz (11A) von der Digital Radio Südwest. Für das einzige Privatprogramm, big FM Worldbeats werden weiterhin Kapazitäten seitens des SWR zur Verfügung gestellt.

## Verbreitete Programme
Landesweites Empfangsgebiet:
DAB-Multiplex auf Kanal 11B seit 1. Dezember 2014
- Antenna BW (72 kbps)
- Antenne 1 (72 kbps)
- baden.fm (72 kbps)
- bigFM (72 kbps)
- Die Neue 107.7 (72 kbps)
- die neue welle (72 kbps)
- Energy Stuttgart (72 kbps)
- Donau 3 FM (72 kbps)
- egoFM (72 kbps)
- Hitradio Ohr (72 kbps)
- Radio 7 (72 kbps)
- Radio Regenbogen (72 kbps)
- Rock FM (72 kbps)
- Das Neue Radio Seefunk (72 kbps)
- Radio Teddy (72 kbps)
- Radio Ton (72 kbps)

Belegung bis 1. Dezember 2014:
- SWR1 Baden-Württemberg (160 kbps, DAB)
- SWR2 (Baden-Württemberg) (120 kbps, DAB+)
- SWR3 (Baden/Kurpfalz) (120 kbps, DAB+)
- SWR4 Baden-Württemberg (Radio Stuttgart) (120 kbps, DAB+)
- DASDING (120 kbps, DAB+)
- SWRinfo (Baden-Württemberg) (128 kbps, DAB)
- bigFM WorldBeats (72 kbps, DAB+)
- Schwarzwaldradio (72 kbps, DAB+)
- LiveRadio (72 kbps, DAB+)
- egoFM (72 kbps, DAB+)

## Senderstandorte
- Fernsehturm Heidelberg
- Sender Geislingen/Oberböhringen
- Sender Hornisgrinde
- Sender Lahr/Schutterzell
- Sendeturm Langenbrand
- Merkurturm
- Stuttgarter Fernsehturm
- Sender Ulm-Kuhberg
- Fernmeldeturm Vogtsburg-Totenkopf
- Sender Wattkopf